# Vârful Männlichen
Männlichen este un vârf muntos de 2230m în Alpii Bernezi cu acces din Grindelwald-Männlichen sau Wengen–Männlichen care se continuă cu un traseu pe platoul Männlichen până în stațiunea Kleine Scheidegg la poalele munților Eiger 3970 m, Monch 4107 m și Jungfrau 4158 m.
Oferă o vedere panoramică asupra lacurilor Thunersee și Briensee în partea sudică, în partea vestică asupra văii Grindelwald, în partea estică Wengenwald, iar în partea nordică o splendidă vedere sudică asupra munților Eiger 3970 m, Monch 4107 m și Jungfrau 4158 m.